# Intimidades de Shakespeare y Víctor Hugo
Intimidades de Shakespeare y Víctor Hugo es una película documental de 2008 dirigida por Yulene Olaizola. Incorpora testimonios de  Rosa Elena Carvajal y Florencia Vega Moctezuma.
A través de los testimonios reconstruye la historia de Jorge Riosse, quien vivió como huésped de Rosa Carvajal.
Se estrenó mundialmente en el FICCO el 27 de febrero de 2009.

## Sinopsis
En la esquina de Shakespeare y Víctor Hugo, en la colonia Anzures de la Ciudad de México se encuentra una casa en la que habita una mujer mayor, quien es abuela de la directora y quien tiene una casa de huéspedes. La directora recuerda especialmente a un personaje de su infancia, Jorge Riosse, que se alojó en la casa de su abuela. En apariencia un joven tranquilo que se dedicaba a la pintura, hay indicios de que realmente tenía otro pasatiempo oculto.

## Producción
El film se creó como un ejercicio escolar para el cuarto año de estudios de la directora en el Centro de Capacitación Cinematográfica. Se rodó en la casa de Rosa Carvajal con la ayuda de Rubén Imaz en menos de 20 días a lo largo de seis meses.

## Recepción
La cinta se exhibió en diversos festivales internacionales entre los que se encuentran el FICCO, el Festival Internacional de Cine de Morelia y el Festival Internacional de Cine de Transilvania.

## Premios
Fue nominada a cuatro arieles de los que ganó el premio a mejor Opera prima. Además ganó más de diez premios internacionales entre los que se destacan el premio FIPRESCI al Mejor Documental Mexicano y el Premio a Mejor Película en el Festival Internacional de Cine de Transilvania.
| Año  | Categoría                           | Persona                                | Resultado |
| ---- | ----------------------------------- | -------------------------------------- | --------- |
| 2009 | Ariel Mejor Opera prima             | Yulene Olaizola                        | Ganador   |
| 2009 | Ariel Mejor película                | Centro de Capacitación Cinematográfica | Nominado  |
| 2009 | Ariel Mejor edición                 | Yulene Olaizola                        | Nominado  |
| 2009 | Ariel Mejor largometraje documental | Yulene Olaizola                        | Nominado  |